# Mussy-la-Fosse
Mussy-la-Fosse är en kommun i departementet Côte-d'Or i regionen Bourgogne-Franche-Comté i östra Frankrike. Kommunen ligger i kantonen Venarey-les-Laumes som tillhör arrondissementet Montbard. År 2022 hade Mussy-la-Fosse 95 invånare.

## Befolkningsutveckling
Antalet invånare i kommunen Mussy-la-Fosse
Referens:INSEE